# Fredrik Hansen (Bischof)

Fredrik Hansen (2022)

Wappen von Fredrik Hansen als Koadjutorbischof von Oslo

Fredrik Hansen PSS (* 13. Juni 1979 in Drammen) ist ein norwegischer römisch-katholischer Geistlicher und Bischof von Oslo.

## Leben
Fredrik Hansen wuchs als Sohn evangelisch-lutherischer Eltern in Stavern auf. Er besuchte die Jordet-Schule und die Brunla-Oberschule in Stavern sowie später die Thor-Heyerdahl-Oberschule in Larvik. Am 27. Dezember 1999 konvertierte Hansen von der Norwegischen Kirche zur römisch-katholischen Kirche und wurde in der Pfarrkirche St. Franziskus in Larvik gefirmt. Er erlangte zunächst 2004 an der Universität Oslo einen Bachelor of Arts in Kulturwissenschaft. Anschließend studierte er Philosophie und Katholische Theologie am Heythrop College in London und am Allen Hall Seminary des Erzbistums Westminster. 2005 erwarb er am Heythrop College einen Master of Arts und 2007 an der Katholieke Universiteit Leuven einen Bachelor of Theology. Der Bischof von Oslo, Bernt Ivar Eidsvig CRSA, spendete ihm in der Domkirche St. Olav in Oslo am 1. Juli 2006 die Diakonenweihe und am 21. April 2007 das Sakrament der Priesterweihe für das Bistum Oslo.
Nach der Priesterweihe war Hansen zunächst als Pfarrvikar der Pfarrei St. Marien in Lillehammer und als Präfekt am Priesterseminar St. Eystein (2007–2008) sowie als persönlicher Sekretär des Bischofs von Oslo, Bernt Ivar Eidsvig CRSA, tätig (2007–2011). 2008 setzte er seine Studien in Rom an der Päpstlichen Universität Gregoriana fort und erlangte 2011 ein Lizenziat im Fach Kanonisches Recht. Neben seinem Studium fungierte er von 2008 bis 2011 als Subregens des Priesterseminars St. Eystein und von 2009 bis 2011 als Sekretär des Norwegischen Bischofsrats sowie als Vizerektor des Päpstlichen Instituts Santa Maria dell’Anima in Rom.
Von 2011 bis 2013 absolvierte Hansen eine Ausbildung an der Päpstlichen Diplomatenakademie und trat anschließend in den diplomatischen Dienst des Heiligen Stuhls ein. Zudem fungierte er von 2011 bis 2016 als Richter am Kirchengericht des Bistums Oslo und als Notar der Territorialprälatur Trondheim. Daneben wurde er 2013 an der Päpstlichen Universität Gregoriana bei Gianfranco Ghirlanda SJ mit der Arbeit The unity and threefold expression of the „potestas regiminis“ of the Diocesan Bishop – cann. 381 § 1 and 391 („Die Einheit und der dreifache Ausdruck der ‚potestas regiminis‘ des Diözesanbischofs – cann. 381 § 1 und 391“) im Fach Kanonisches Recht promoviert. Er war an der Nuntiatur in Honduras (2013–2015) sowie an den ständigen Vertretungen des Heiligen Stuhls bei den Internationalen Organisationen in Wien (2015–2019) und bei den Vereinten Nationen in New York City (2019–2022) tätig. Papst Franziskus verlieh ihm am 23. Dezember 2017 den Ehrentitel Päpstlicher Ehrenkaplan. Am 1. Juli 2022 verließ Hansen den diplomatischen Dienst des Heiligen Stuhls und trat der Ordensgemeinschaft der Sulpizianer bei. Neben dem Noviziat lehrte er Kanonisches Recht und Ekklesiologie am Priesterseminar St. Mary in Baltimore und fungierte als Studiendekan.
Am 1. November 2024 ernannte ihn Papst Franziskus zum Koadjutorbischof von Oslo. Kardinalstaatssekretär Pietro Parolin spendete ihm am 18. Januar 2025 die Bischofsweihe; Mitkonsekratoren waren der Bischof von Oslo, Bernt Ivar Eidsvig CRSA, und der Prälat von Trondheim, Erik Varden OCSO.
Fredrik Hansen wurde am 16. Juli 2025 in Nachfolge von Bernt Ivar Eidsvig CRSA, dessen vorzeitiges Rücktrittsgesuch am selben Tag von Papst Leo XIV. angenommen worden war, Bischof von Oslo.

## Schriften
- Vend om. Skriftemålets sakrament. St. Olav, Oslo 2008, ISBN 978-82-91886-13-8.
- Det annet vatikankonsil – dokumenter. St. Olav, Oslo 2013, ISBN 978-82-7024-259-7.
- Mysterium og institusjon. Det annet vatikankonsil om Kirken. St. Olav, Oslo 2014, ISBN 978-82-7024-297-9.
- The unity and threefold expression of the „potestas regiminis“ of the Diocesan Bishop – cann. 381 § 1 and 391. Editrice Pontificia Università Gregoriana, Rom 2014, ISBN 978-88-7839-276-2.
- The Threefold Power of Governance. In: Studia canonica. Band 48, 2014, S. 373–410.
- Judicial Power and the Diocesan Bishop. In: Canon Law Society Newsletter. Band 184, 2015, S. 92–106.
- Papal Legates and the Jurisdiction of Diocesan Bishops. In: The Jurist. Band 78, 2022, OCLC 9753643013, S. 477–499.
- Sound Decentralization and Institutional Synodality. In: The Jurist. Band 79, 2023, S. 373–404.